# Кяспер, Вельё Карлович
Вельё Карлович Кяспер (эст. Veljo Käsper; 13 мая 1930, Таллин, Эстония — 16 мая 1982, там же, Эстонская ССР) — советский эстонский кинорежиссёр.

## Биография
Родился в 1930 году в Таллине.
После окончания средней школы работал учителем и был на комсомольской работе в Тарту.
В начале 1950-х заочно учился на факультете истории искусств Тартуского университета.
В 1962 году окончил режиссерский факультет ВГИКа (мастерская Л. Кулешова и А. Хохловой), курсовая работа — фильм «Следы стираются с камней» совместно с однокурсником Андреем Хохловским, дипломная работа — фильм «Розовая шляпа».
Работал на киностудии «Таллинфильм», один из самых продуктивных режиссёров художественных фильмов в Эстонии — за двадцать лет снял одиннадцать картин. Также снял несколько документальных фильмов, восемь выпусков киножурнала «Советская Эстония», был режиссёром дубляжа фильмов на эстонский язык.
Умер в 16 марта 1982 года в Таллине.

## Личная жизнь
Был женат на режиссёре-кинодокументалисте Валерии Андерсон-Кяспер.

## Фильмография
- 1958 — Следы стираются с камней (курсовая работа ВГИК)
- 1963 — Розовая шляпа / Roosa kübar
- 1965 — Лёгкая рука | Supernoova
- 1967 — Девушка в чёрном
- 1967 — Венская почтовая марка / Viini postmark
- 1969 — Гладиатор / Gladiaator
- 1970 — Семь дней Туйзу Таави / Tuulevaikus
- 1972 — Маленький реквием для губной гармошки / Väike reekviem suupillile
- 1974 — Опасные игры / Ohtlikud mängud
- 1976 — Время жить, время любить / Aeg elada, aeg armastada
- 1981 — Рябиновые ворота / Pihlakaväravad